# Groupe de NGC 1493
Le groupe de NGC 1493 comprend au moins six galaxies situées dans les constellations de l'Horloge. La distance moyenne entre ce groupe et la Voie lactée est d'environ 14,7 Mpc (∼47,9 millions d'al). 
Selon Richard Powell du site « Un Atlas de l'Univers », les galaxies IC 2000, NGC 1493 et NGC 1494 font partie du groupe de NGC 1433 qui compte dix galaxies. La distance moyenne des galaxies groupe de NGC 1433 de Powell est de 15,5 Mpc et celle du groupe de NGC 1493 de 14,8 Mpc. D'autre part, un autre groupe mentionné par Garcia, le groupe de NGC 1448 renferme aussi trois des galaxies du groupe de NGC 1433 de Powell. La distance moyenne des galaxies du groupe de NGC 1448 est de 15,5 Mpc. De plus, les galaxies NGC 1433, NGC 1495, NGC 1527 et PGC 14225 du groupe de NGC 1433 (Powell) ne figurent ni dans le groupe de NGC 1448 ni dans celui de NGC 1493. Si on réunissait toutes les galaxies mentionnées par Powell et Garcia en un seul groupe, celui-ci renfermerait 15 galaxies dont la distance moyenne serait de 14,1 ± 1,7 Mpc.
| #             | Gr NGC 1433          | Gr NGC 1448 | Gr NGC 1493 | Distance (Mpc) |
| ------------- | -------------------- | ----------- | ----------- | -------------- |
| 1             | NGC 1411             | NGC 1411    |             | 13,4           |
| 2             | NGC 1433             |             |             | 15,0           |
| 3             | NGC 1448             | NGC 1448    |             | 16,3           |
| 4             | NGC 1493             |             | NGC 1493    | 14,8           |
| 5             | NGC 1494             |             | NGC 1494    | 16,1           |
| 6             | NGC 1495             |             |             | 12,6           |
| 7             | NGC 1527             |             |             | 10,8           |
| 8             | IC 1970              | IC 1970     |             | 12,0           |
| 9             | IC 2000              |             | IC 2000     | 11,9           |
| 10            | ESO 249-36 PGC 14225 |             |             | 15,1           |
| 11            |                      | PGC 13390   |             | 14,7           |
| 12            |                      | PGC 13409   |             | 14,0           |
| 13            |                      |             | NGC 1483    | 16,2           |
| 14            |                      |             | PGC 13979   | 14,4           |
| 15            |                      |             | PGC 14125   | 14,0           |
| Moyenen (Mpc) | 15,5                 | 15,1        | 14,8        | 14,1           |

## Membres
Le tableau ci-dessous liste les six galaxies du groupe indiquées dans l'article de A.M. Garcia paru en 1993.     
| Nom       | Class.   | Type                     | α (J2000.0)   | δ (J2000.0)  | Vitesse radiale (km/s) | m            | Distance (Mpc) | Dimension (kal) |
| --------- | -------- | ------------------------ | ------------- | ------------ | ---------------------- | ------------ | -------------- | --------------- |
| IC 2000   | SB(s)cd? | Spirale barrée           | 03h 49m 07.7s | -48° 51′ 29″ | 980 ± 1                | 11,9         | 13,7 ± 1,0     | 101             |
| NGC 1483  | SB(s)bc? | Spirale barrée           | 03h 52m 47.6s | -47° 28′ 39″ | 1149 ± 1               | 12,7         | 16,2 ± 1,1     | 42              |
| NGC 1493  | SB(r)cd  | Spirale barrée           | 03h 57m 27.4s | -46° 12′ 39″ | 1053 ± 1               | 11,3         | 14,8 ± 1,0     | 53              |
| NGC 1494  | SAB(s)d? | Spirale intermédiaire    | 03h 57m 42.9s | -48° 54′ 29″ | 1131 ± 1               | 11,7         | 16,1 ± 1,1     | 66              |
| PGC 13979 | Im       | Irrégulière magellanique | 03h 51m 33.2s | -46° 35′ 47″ | 1029 ± 1               | 15,04        | 14,4 ± 1,0     | ?               |
| PGC 14125 | S        | Spirale                  | 03h 56m 05.6s | -49° 28′ 40″ | 989 ± 64               | 15,49 ± 0,12 | 14,0 ± 1,4     | 11              |

Le site DeepskyLog permet de trouver aisément les constellations des galaxies mentionnées dans ce tableau ou si elles ne s'y trouvent pas, l'outil du site constellation permet de le faire à l'aide des coordonnées de la galaxie. Sauf indication contraire, les données proviennent du site NASA/IPAC.